# Guindrecourt-aux-Ormes
Guindrecourt-aux-Ormes ist eine französische Gemeinde mit 94 Einwohnern (Stand 1. Januar 2022) im Département Haute-Marne in der Region Grand Est (vor 2016 Champagne-Ardenne). Sie gehört zum Arrondissement Saint-Dizier und zum Kanton Joinville. Die Einwohner werden Guindrecourtois genannt.

## Geographie
Guindrecourt-aux-Ormes liegt etwa 40 Kilometer nordnordwestlich von Chaumont. Umgeben wird Guindrecourt-aux-Ormes von den Nachbargemeinden Fays im Norden, Chatonrupt-Sommermont im Osten und Nordosten, Nomécourt im Osten und Südosten, Mathons im Süden, Morancourt im Süden und Südwesten sowie Domblain im Westen.

## Bevölkerungsentwicklung
| Jahr                       | 1962 | 1968 | 1975 | 1982 | 1990 | 1999 | 2006 | 2011 | 2019 |
| -------------------------- | ---- | ---- | ---- | ---- | ---- | ---- | ---- | ---- | ---- |
| Einwohner                  | 119  | 100  | 90   | 79   | 88   | 94   | 85   | 90   | 91   |
| Quellen: Cassini und INSEE |      |      |      |      |      |      |      |      |      |

## Sehenswürdigkeiten

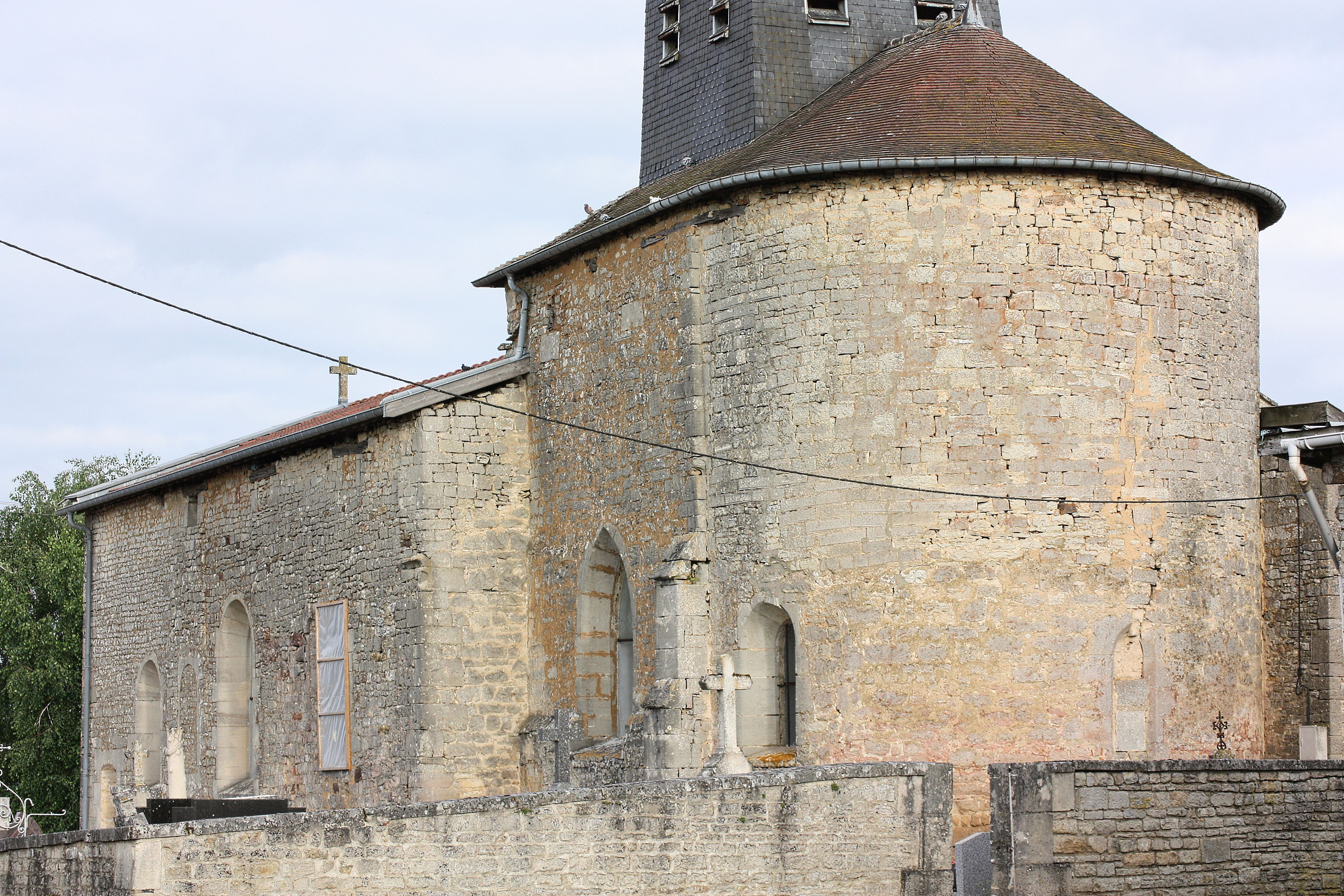
Kirche Notre-Dame-de-l’Assomption

- Kirche Notre-Dame-de-l’Assomption